# ФК Бечеј 1918
ОФК Бечеј 1918 је српски фудбалски клуб из Бечеја. Тренутно се такмичи у Војвођанској лиги "Север", четвртом такмичарском нивоу српског фудбала.

## Историја
Фудбалски клуб из Бечеја све до 1962. године носи назив "Братство-Јединство".
ФК Бечеј се 1992. квалификовао за највиши ранг такмичења, они су учествовали у Првој лиги Југославије у сезони 1992/1993, првој сезони после распада СФРЈ Југославије. Успели су прве сезоне да избегну испадање у другу лигу завршивши на 12. месту одмах иза ОФК Београда. Следеће сезоне 1993/1994. завршили су 10. и 1994/1995. изненадили су све завршивши 4. одмах иза фаворита Црвене звезде, Партизана и Војводине зарадивши тако место у Интертото купу 1995. Они су изгубили од румунске Констанце Фарул 1-2, француског Кана 0-1, белоруског Дњепро Могиљов 1-2 и победили су пољски Погоњ Шчећин 2-1. Исте сезоне направили су један од највећих успеха проласком до полуфинала купа. У 1995/1996. они су завршили опет четврти и поновили успех из претходне сезоне, тада су стекли место у 1996/1997. УЕФА купу. Тамо су изгубили у прелиминарној рунди од словеначког НК Мура 0-0, 0-2. Те сезоне су застали са успесима и завршили сезону тек на 11. месту. 24. место у сезони 1997/1998. значило је да испадају у Другу лигу Југославије, где су учествовали све до 2004. До 2007. су играли у Српској лиги војводине. Клуб се задржао само годину дана у Војвођанској лиги група запад. После тога ФК Бечеј задржава се само 2 сезоне у подручној фудбалској лиги Нови Сад, а у сезони 2010/2011. испадају из лиге са последњег 16. места. То је значило да ће један успешан клуб ће у сезони 2011/2012. наступати у Међуопштинској лиги Србобран-Врбас-Бечеј, шестој лиги по рангу у српској фудбалском лигашком систему, за клубове из овог дела земље. Сезону 2011/2012. завршили су на 4. месту. Током лета 2012. клуб због финансијских проблема гаси ФК Бечеј Олд Голд и његову историју преузима нови клуб под називом ОФК Бечеј 1918. У сезони 2012/2013. екипа ОФК Бечеј 1918 завршила је на првом месту, али није успела да избори пласман у виши ранг кроз баражне утакмице.
Три године касније, у сезони 2015-2016, ОФК Бечеј 1918 ће заузети треће место на табели Бачке лиге са освојених 62 бода, 15 мање од првопласираног Братства из Пригревице односно 5 од другоспарине Слоге из Чонопље.

## Европски успеси
| Сезона  | Такмичење     | Коло       | Држава     | Екипа              | Резултат |
| ------- | ------------- | ---------- | ---------- | ------------------ | -------- |
| 1995    | Интертото куп | Група      | Румунија   | ФК Фарул Констанца | 1-2      |
|         |               | Група      | Француска  | ФК Кан             | 0-1      |
|         |               | Група      | Белорусија | ФК Дњепро Могиљов  | 1-2      |
|         |               | Група      | Пољска     | ФК Погоњ Шчећин    | 2-1      |
| 1996/97 | УЕФА Куп      | 1 коло кв. | Словенија  | НК Мура            | 0-0, 0-2 |

## Навијачи
Навијачи ОФК Бечеја су Бекрије. Група је формирана 1989. године. Бекрије бодре и остале спортске клубове у Бечеју попут ватерполо и футсал екипе.

## Некадашњи играчи са утакмицама у дресу репрезентације
- Драган Мутибарић
- Димитрије Ињац
- Зомбор Керекеш
- Милорад Кораћ
- Радован Кривокапић
- Синиша Мулина